# 水銀中毒

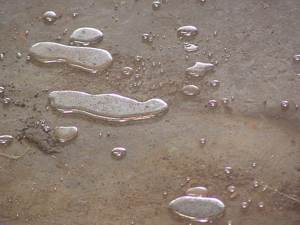
地面の上にこぼれた金属水銀

水銀中毒（すいぎんちゅうどく）は水銀に接触することによって起こる中毒症状である。
金属水銀単体の持つ危険性の要因として、標準状態では酸化されて酸化水銀(II) を生成しやすいこと、および落としたりかき混ぜたりすると液滴が微細な粒子となって表面積が劇的に増加するということが挙げられる。
金属水銀は沸点が高いものの、室温で水銀蒸気によって飽和した空気中には、毒性を発揮する程度の数倍の量が含まれる。高温になると、危険性はさらに増大する。
堆積した鉱物の浸食や大気からの沈着によって、河川では水銀の濃縮が起こる。植物は湿った状態だと水銀を吸収するが、乾燥すると排出してゆく。植物や堆積物からなる石炭の中には、さまざまな程度の量の水銀が含まれている。植物と同じく、キノコ類も土壌から水銀を吸収する。
肥料の使用や工業廃棄物の投棄などのように、人間の生産活動も土壌や水系・海洋に水銀を放出する一因である。そのようにして環境中に放出された水銀は、最終的に水や土の表面へとたどり着く。表層水のpHが5から7である場合、水中の水銀濃度は増加する。これは水源近くの土壌中の水銀が移動しやすい形に変わるためである。
ある種の微生物は表層水に達した水銀をメチル水銀に変換する。メチル水銀は神経毒性を持つことが知られている。ほとんどの生物はメチル水銀を急速に吸収する。魚は水から多量のメチル水銀を取り込む生物の一種として挙げられ、そこから生態系の中に拡散していく。魚を摂食した動物には、生殖機能・成長の阻害、胃の障害、腎臓障害などの毒性症状が現れる。

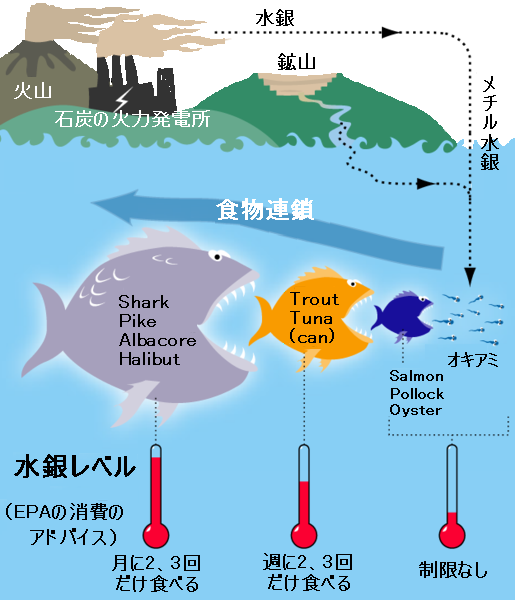

## 人体への毒性
純粋な金属水銀は、他の重金属と同様に、蓄積されることによって毒性を発揮する。金属水銀に触れた場合皮膚からゆっくりと吸収されるが、重篤な毒性に繋がることはまずなく、消化器からの吸収はより遅い。
ただし、蒸気を吸入すると肺から容易に取り込まれる。呼吸器系から蒸気として吸収すると毒性が強いものの、他の経路からの場合ではそれほどでもないとされる。
金属水銀は吸収されることなく消化器系を通過することもあるとされ、歴史的には腸の障害を機械的に除去するために用いられたこともあった。今日では毒性がよく知られているため、そのようなことは行われない。
水銀の化合物は単体の水銀よりもはるかに高い毒性を持つことが知られ、水銀を含む有機化合物では特に顕著である。例えば、ジメチル水銀は千分の1ミリリットルの量でも死に至る神経毒である。また、歯科の虫歯治療の銀歯にも水銀が使われている。
水銀は中枢神経・内分泌器・腎臓などの器官に障害をもたらし、口腔・歯茎・歯にも損傷を与える。高濃度の、もしくは低濃度であっても長時間水銀の蒸気にさらされると、脳に障害を受け、最終的には死に至る。水銀およびその化合物は、特に胎児や幼児に対して有毒である。妊娠した女性が水銀を飲み込んだ場合、発声障害を持った子供が生まれることがある（水俣病を参照）。
摂取が止まれば、水銀中毒のうちいくつかの症状は、専用の療法を用いるか、あるいは自然に排出されることによって回復することが可能である。しかしながら、重度または長期間にわたる被曝からは、特に胎児や乳児・小児の場合、回復できない。ジメチル水銀など毒性の高い化合物にさらされると、数時間に満たないうちに死亡することもある。
小児が水銀に被曝した場合、神経系に重い影響を与え、神経鞘の正常な成長を妨げる。水銀は髄鞘を構成するタンパク質に障害を与えるという研究結果が示されている。
小児の水銀中毒は自閉症的兆候の原因となることが疑われているが、この件に関する査読を経た研究論文はいまだ発表されておらず、医療関係者の間でも疑いの域にとどまっている。また、自閉症関連団体は、自閉症の症状が誕生した時点からあらわれていることを示す証拠が示されていることから、この説を乱暴すぎるものととらえている。
水銀およびその化合物に中毒した人間・動物はしばしば唾液を過剰に分泌する症状を示す。これは水銀流涎 (mercurial ptyalism) と呼ばれる。
水銀を含む保存料であるチメロサールは、1930年代から変質を防ぐ目的でワクチンにごく少量が添加されていた。これに伴う悪影響は、アレルギー症状を除いてこれまでのところ何ら示されていない。しかしながら、アメリカ小児科学会 (American Academy of Pediatrics) などの団体は、予防措置としてチメロサールの使用を控えるよう勧告している。今日では、数種のインフルエンザワクチンを除き、アメリカ合衆国で使われている12種類の感染症用小児用ワクチンにチメロサールは使われていない。

## 事件例
- 古代より錬丹術などに見られるように水銀は永遠の命や美容などで効果があると妄信され、秦の始皇帝は永遠の命を求め、水銀入りの薬や食べ物を摂取していたことによって逆に命を落としたと言われている（ただし「史記」などの史料には、始皇帝が仙薬を口にした記述は無い。仙薬は「手に入らなかった」とあるのみ）。他にも多数の権力者が水銀中毒で死亡したと伝わっている。具体的な事例としては、唐代後期の皇帝に集中している。
- 奈良の大仏造立の際、作業者の間に原因不明の病気が流行し死者が発生したと記録されているが、これは当時の金メッキが、水銀と金のアマルガム合金を塗布した後に加熱して水銀を蒸散させる工法であったため、作業者が水銀蒸気を吸引したことによる水銀中毒と考えられる。
- 16世紀、ヨーロッパで大流行した梅毒の治療法として、蒸気の吸入や軟膏の塗抹などによる「水銀療法」が用いられた。これにより梅毒の患者から多くの水銀中毒が出たため、水銀療法肯定派 (mercurialist) と否定派の間での論争が行われた。梅毒の水銀療法は中国や日本でも行われ、日本では杉田玄白やシーボルトらが記載している。
- 19世紀にフランスのダゲールが発明したダゲレオタイプでは現像処理に水銀蒸気を用いていたため、発明者のダゲールをはじめ、当時ダゲレオタイプが普及していた欧米の写真家の間に水銀中毒が発生した。
- 1932年から1968年にかけて、熊本県水俣市周辺の海域にメチル水銀を含む工場排水が流れ出した。メチル水銀は魚によって生物濃縮され、これを食べた地元住民は、これまで知られる中で最も大規模な水銀中毒の被害を受けた。これにより1000人以上が死亡し、さらに多くの人々が現在に至るまで重い障害を負った。この公害病は発生地の名前を取って水俣病と呼ばれている。
- また熊本県で水俣病が発生したのとほぼ同時期である1960年代に、新潟県の阿賀野川周辺の海域においてもメチル水銀を含む工場排水が河口に流れ出し、生物濃縮された魚を食べた地元住民が死亡したり、障害を負うこととなった。熊本県の水俣病と同様の原因、症状が確認されたために「第二水俣病」「新潟水俣病」の名が付いた。
- 1970年前後には、カナダのオンタリオ州周辺の海域においても汚染物質を含む工場排水が流出によって、カナダ先住民の居住地などが水銀によって汚染される被害が発生。これもまた水俣の名を取り「オンタリオ水俣病」と呼ばれている。
- 1971年から1972年、イラクの田園地域でメチル水銀を原料とする殺菌剤を使用した穀物が住民によってパンの製造に使われ、広範な水銀中毒が起こった。栽培のための種として保存されていたものであった。
- 1996年8月14日、アメリカ合衆国ダートマス大学に勤務していた化学教授カレン・ヴェッターハーン (Karen Wetterhahn) は、ラテックス製の手袋に数滴のジメチル水銀をこぼし、被曝した。5か月以内に水銀中毒の症状を示し、治療が行われたが、更に5か月後の1997年6月に死亡した[9][10]。
- 2000年4月、アラン・クマーニー (Alan Chmurny) は以前の雇用主であったマルタ・ブラッドリー (Marta Bradley) の車の換気装置に水銀を入れ、彼女の殺害を企てた[11]。
- コミック本作家のカート・ビュシーク (en:Kurt Busiek) は、2005年に水銀中毒であると診断された。

## 水銀化合物の毒性
液体の金属水銀は弱い毒性を持つにとどまるが、水銀蒸気や塩、有機水銀化合物の毒性は高く、摂取・吸入・摂食すると、脳や肝臓に障害を与えるとされている。
- ジメチル水銀は最も危険であるとされ、数マイクロリットルを皮膚にこぼすと、ラテックス製の手袋の上からであってさえも死亡の原因となる。主に作用するのはピルビン酸脱水素酵素 ( pyruvate dehydrogenase, PDH ) である。酵素複合体のリポ酸部分が水銀に強く結合することによって機能が破壊される。リポ酸中の硫黄原子は水銀と結合しやすいためである。
- メチル水銀は環境中から食物連鎖に取り込まれたあと生物濃縮されることによって、マグロなどに高濃度が蓄積される。汚染された食物を摂取すると水銀中毒が起こる。食物連鎖の上方へ向かうに従って濃縮が起こっていくため、マグロやメカジキ、バンドウイルカ、クジラなど大型の魚類、海洋性ほ乳類には注意が必要である。アメリカ食品医薬品局 (FDA) は、出産可能年齢の女性と子供に対し、メカジキ、サメ、キング・マッケレル（サワラの近縁種）、アマダイは完全に避け、タラバガニ、ズワイガニ、ビンナガ、ツナ・ステーキは週に6オンス（約170グラム）以下に控えるように勧めている。しかし、アメリカにおいては、基準を守って適量の魚を食べることによって、健康に深刻な影響があらわれることを示す証拠は得られていない。ハーバード・メディカルスクールによる母親と乳児についての研究によると、メチル水銀の潜在的な危険性をおそれるよりも、水銀濃度の低い魚であれば、魚を食べることによって得られる栄養学上の利点の方が大きいと報告されている[12]。その研究では、妊娠中の母親が食べた魚の量と、嬰児の認識力の増加が関連付けられた。
- エチル水銀は殺菌剤チメロサールの分解生成物である。メチル水銀と類似した効果を持つが、同じではない。
- 金属水銀の毒性は有機水銀化合物よりもはるかに低いものの、生体内に取り込まれると有機化合物へと変換されるため、環境中に放出されると汚染が問題となる。無機水銀化合物の毒性は有機水銀化合物より低い。水銀鉱山（とくに製錬所）、水銀を取り扱う化学工業（水銀が原料の白粉など）などで蒸気となった水銀を労働者が吸い込み、無機水銀中毒になるケースが多かった。ただし、水銀鉱山では早くから水銀の有害性を認識しており、防毒マスクの完全着用、精錬設備の密閉化、換気の強化、（水銀の体内からの排出に効果があるとされる）生野菜や牛乳の労働者への無償提供など、安全対策を講じていた[13]。

## 治療法
水銀中毒の標準的な治療法はキレーション療法である。通常、アメリカではジメルカプトコハク酸 (DMSA) が、旧ソビエト連邦やヨーロッパでは2,3-ジメルカプト-1-プロパンスルホン酸 (DMPS)、リポ酸が用いられる。
代替医療ではビタミンC（アスコルビン酸）、エチレンジアミン四酢酸 (EDTA)、あるいは「硫黄を多く含む食品」などが使われる。しかし、EDTAと無機水銀 (Hg2+) が結合することによって生成する錯体は神経細胞骨格を損傷する可能性があることが指摘されている。
ホメオパシー論者は水銀中毒の症状に処することができると主張している。彼らは、ホメオパシー理論によって体が持つ治癒能力を補助することができると考えているが、実際には人体は水銀などの重金属を脳から排出することはできないとされている。

## 大衆文化での扱い
- 英語には「帽子屋のように狂っている (Mad as a hatter)」という言い回しがある（ルイス・キャロルの『不思議の国のアリス』に登場する「帽子屋」はこの言い回しから創造されたキャラクターである）。これは水銀中毒を示しているものであるとされており、19世紀当時においてはフェルト製の帽子の製造に水銀を含む化合物（硝酸第二水銀）が用いられていたことが背景にあるとされる[15]。帽子屋の障害はなめし革のクロムと言う説もある[要出典]。
- 中国の古典小説『水滸伝』の終盤において、梁山泊の副頭領盧俊義は、朝廷高官の陰謀により、水銀入りの食事を供され、体の痛みを訴えて帰路船から転落し、死亡している。